# Manuel Fombona Palacio
Manuel Fombona Palacio, född den 22 juli 1857 i Caracas, död den 18 november 1903, var en venezuelansk skald.
Fombona Palacio gjorde resor 1881–1883 i Europa och utgav däröver livfulla skildringar. Hans livsverk ligger emellertid på skaldekonstens område, och hans lyriska dikter utmärks av känslighet och stor formtalang. Fombona Palacios främsta arbeten är A Andalucía, A la muerta de Alfonso XII, Vivida imago, A la ciudad de Coro. Fombona Palacio utgav även ett litteraturhistoriskt arbete, Poetas españoles y americanos (1876).